# داء المفطورات الطيري
داء المفطورات الطيري (بالإنجليزية: avian mycoplasmosis)‏ هو مرض بكتيري يصيب الطيور ويعتبر الرومي أكثر عرضة للاٍصابة من الدجاج. تسببه بكتيريا المَفْطورَةُ المُنْتِنَةُ للدَّجاج.

## أعراض المرض
تبلغ مدة حضانة الفيروس عند الرومي من 4 اٍلى 21 يوم في حين عند الدجاج من 7 اٍلى 10 أيام.
وتظهر أعراض المرض في 
- صعوبة التنفس
- اٍفرازات المنخرين

## طرق اٍنتقال العدوى
ينتقل المرض التنفسي المزمن بوسطة البيض المصاب والماء الملوث وكدا الغذاء و الهواء.

## التشخيص و التشخيص التفريقي
يعتمد التشخيص على دراسة الأعراض أما التشخيص التفريقي فيتم من أمراض :
- نقص الفيتامين أ، كوليرا الطيور، إنفلونزا الطيور، ...

## العلاج
يتم العلاج بواسطة التايلوسين (2-3 ملغ / غالون من الماء) مدة 3 اٍلى 5 أيام

## وصلات خارجية
- داء المفطورات الطيري من موقع المركز من أجل الأمن الغذائي و الصحة العمومية.
- داء المفطورات الطيري من موقع المجلة البرازيلية لعلوم الدواجن
- الأمراض التي تصيب الدوجن من موقع البيطرة السورية